# (23308) Niyomsatian
(23308) Niyomsatian est un astéroïde de la ceinture principale.

## Description
(23308) Niyomsatian est un astéroïde de la ceinture principale. Il fut découvert le 3 janvier 2001 à Socorro (Nouveau-Mexique) par le projet LINEAR. Il présente une orbite caractérisée par un demi-grand axe de 2,57 UA, une excentricité de 0,07 et une inclinaison de 4,0° par rapport à l'écliptique.

## Compléments